# ماينتس 05

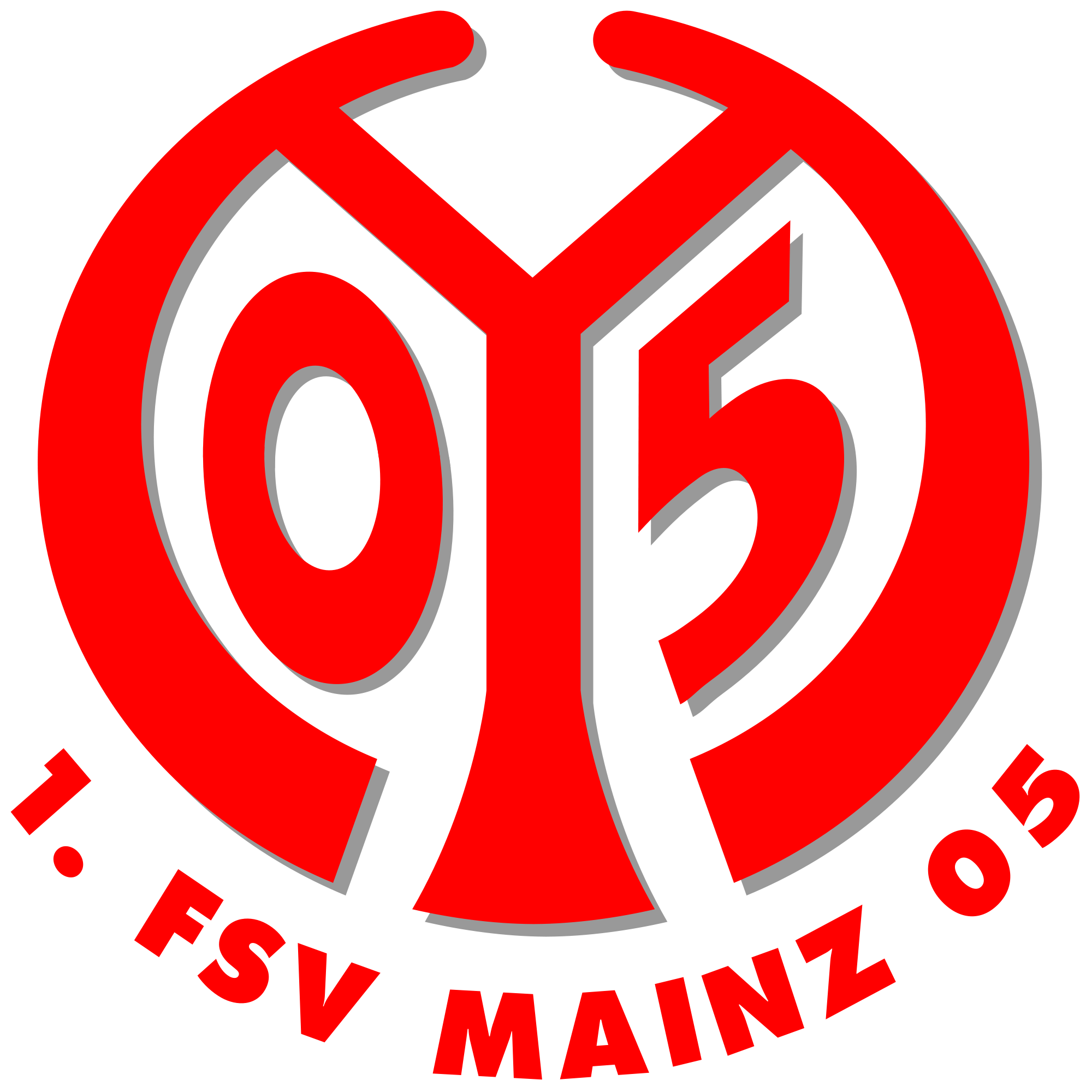
الشعار السابق

نادي ماينتس 05 الأول لكرة القدم والألعاب الرياضية (بالألمانية: 1. Fußball- und Sport-Verein Mainz 05 e. V.) نادِ كرة قدم ألماني يتخذ من مدينة ماينتس جنوب شرق ألمانيا مقراً له. تأسس نادي ماينتس عام 1905، ومنذ أن صعد أخر مرة إلى الدرجة الأولى من الدوري الألماني عام 2009 حافظ على بقائه في البطولة من دون هبوط ووسط أداء شجاع. تجمع ماينتس عداوة وخصومة تقليدية مع كل من آينتراخت فرانكفورت ونادي كايزرسلاوترن.

## تاريخ النادي
كان ماينتس قبل إطلاق البوندسليغا عام 1963 من أندية البطولة الألمانية (الدرجة الأعلى)، لكن النظام الجديد القائم على الاحتراف جعلهم في الدرجة الثانية، وعاش في السبعينات والثمانينات فترة صعبة للغاية جعلته يتحول لنادي هواة وليس نادي كرة قدم محترف.
ويحمل ماينتس في عصر المعاناة رقماً قياسياً بحصوله على 64 نقطة في الدرجة الثانية موسم 2002-2003 من دون التأهل إلى الدرجة الأولى، وهو أكبر رصيد نقطي لا يعود على صاحبه بالصعود.
موسم 2003-2004 كان تاريخياً بالنسبة لماينتس، حيث قادهم المدرب المغمور آنذاك يورجن كلوب للتأهل، ليلعبوا 3 مواسم في الدرجة الأولى، قبل الهبوط والعودة بعد موسمين ليبقى هناك في أعلى مستويات الكرة الألمانية حتى يومنا هذا.
ومن القصص المهمة في تاريخ ماينتس أنه شارك في بطولة كأس الاتحاد الأوروبي 2005-2006 بسبب فوزهم بقرعة اللعب النظيف، التي كانت تمنح بناء على اللعب الإيجابي واحترام الخصم والحكم، وسلوك الجماهير واللاعبين والمسؤولية بالإضافة إلى عدد البطاقات الصفراء والحمراء.
كان موسم 2010-2011 هو الأفضل على الإطلاق في تاريخ ماينتس محلياً، حيث احتلوا المركز الخامس في بطولة الدوري، علماً أنهم آنذاك حققوا أفضل انطلاقة في تاريخ البطولة إلى ذلك الحين محققين سبعة انتصارات متتالية.
ورغم تحقيق ماينتس لمشاركات ثلاث في بطولة الدوري الأوروبي، لكنه لم ينجح أبداً بالتأهل عن التصفيات إلى دور المجموعات، مما يجعله دوماً مجرد مشارك ابتدائي بلا أي ذكريات مهمة في القارة العجوز.
أما أفضل إنجازات ماينتس في بطولة كأس ألمانيا فهو الوصول إلى نصف النهائي موسم 2008-2009، حيث كانوا قد أخرجوا شالكه في دور الثمانية قبل الخروج في نصف النهائي أمام باير ليفركوزن.
وبالنسبة لعلاقة ماينتس مع منتخب ألمانيا، وحتى نهاية موسم 2015-2016 فإنن الفريق قدم للمنتخب عبر تاريخه 4 لاعبين فقط لعبوا مع المانشافت أثناء ارتدائهم قميص ماينتس، هم أندري شورله ومانويل فريدريتش ولويس هولتبي ونيكولاي مولر.
الخيبة الأوروبية الثلاثية في تاريخ ماينتستعرض ماينتس في تاريخه لثلاث خيبات أوروبية، حيث أنه نال فرصة المشاركة 3 مرات في بطولة الدوري الأوروبي، فشل فيها جميعها بالأدوار التمهيدية ولم يشارك في دور المجموعات.
المرة الأولى كانت في 2005-2006، وبعد أن اجتاز ماينتس كل من أشتاراك الأرمني وكيلفا فيك الأيسلندي، اصطدم بفريق إسباني قوي هو إشبيلية، فخسر ذهاباً 2-0 وتعادل 0-0 في لقاء العودة، ليفشل بالصعود إلى دور المجموعات، علما أن النادي الإسباني توج بلقب تلك البطولة.
مشاركة ماينتس الثانية كانت في الأدوار التأهيلية لموسم 2011-2012، ويومها خسر مع ميدياس الروماني بركلات الترجيح.
عاد ماينتس للمرة الثالثة وشارك في موسم 2013-2014، وكانت النتيجة نفسها، الفريق لا يستطيع الصعود إلى دور المجموعات، عندما خرج بشكل مفاجئ أمام فريق أستيراس اليوناني بمجموع المباراتين (3-2) حيث فاز 1-0 في ألمانيا، وخسر 1-3 خارج قواعده.
ما زال يتمنى ماينتس المشاركة في دور المجموعات في أي بطولة أوروبية ... فالفشل كان نصيبه في كل المرات السابقة!
أنشودة تراثية بعد كل هدف لفريق ماينتسيتميز نادي ماينتس بأنه أحد الفرق القليلة التي تملك نشيداً واضحاً بعد كل هدف يسجله الفريق في ملعبه.
ويعزف في الملعب بعد كل هدف نغمة تسمى Narrhallamarsch، وهي نغمة تقليدية تعود لعام 1844، وتستخدم عادة في كرنفال ماينتس التقليدي والعريق.
كرنفال ماينتس التقليدي يعد ضمن أهم ثلاثة كرنفالات في ألمانيا إلى جانب كولن ودوسلدورف، لذلك يعتبر عزف مثل هذه النغمة افتخاراً بالانتماء واعترافاً بالتقاليد من قبل النادي.

## ملعب النادي
أوبل أرينا هو ملعب متعدد الاستخدامات افتتح في عام 2011 ويستخدم لمباريات كرة القدم وهو الملعب الرئيسي لنادي ماينتس 05 ويستضيف مبارياته في الدوري الألماني،ويتسع الملعب لـ34،034 متفرج وقد حل محل ملعب آم بروتشفيغ الملعب السابق لنادي ماينتس.

## تشكيلة الفريق الحالي
- آخر تحديث في 31 مايو 2020

ملاحظة: تشير الأعلام إلى المنتخب الوطني على النحو المحدد في قواعد الأهلية للفيفا. قد يحمل اللاعبون أكثر من جنسية واحدة غير تابعة للفيفا.
| الرقم | البلد          | المركز | اللاعب                             |
| ----- | -------------- | ------ | ---------------------------------- |
| 1     | ألمانيا        | حارس   | فلوريان مولر                       |
| 2     | فرنسا          | مدافع  | رونيل بيير غابرييل                 |
| 3     | إسبانيا        | مدافع  | آرون مارتين                        |
| 4     | هولندا         | مدافع  | جيري سانت جوست                     |
| 5     | هولندا         | وسط    | جان بول بوتيوس                     |
| 6     | ألمانيا        | وسط    | داني لاتزا (الكابتن)               |
| 7     | السويد         | مهاجم  | روبن كوايسون                       |
| 8     | ألمانيا        | وسط    | ليفين أوزتونالي                    |
| 9     | فرنسا          | مهاجم  | جون فيليب ماتيتا                   |
| 11    | كوريا الجنوبية | مهاجم  | جي دونغ وون                        |
| 13    | هولندا         | مدافع  | جيفري بروما (إعارة نادي فولفسبورغ) |
| 14    | الكاميرون      | وسط    | بيير كوندي                         |
| 15    | ألمانيا        | وسط    | نيكلاس توير                        |
| 16    | ألمانيا        | مدافع  | ستيفان بيل                         |
| 17    | ألمانيا        | مدافع  | جوناثان ماير                       |
| 18    | ألمانيا        | مدافع  | دانييل بروسينسكي                   |

| الرقم | البلد     | المركز | اللاعب                          |
| ----- | --------- | ------ | ------------------------------- |
| 19    | فرنسا     | مدافع  | موسى نياخات (كابتن)             |
| 20    | سويسرا    | وسط    | إديميلسون فيرنانديز             |
| 21    | النمسا    | مهاجم  | كريم أونيسيو                    |
| 22    | نيجيريا   | مهاجم  | تايوو أيونيي (إعارة من ليفربول) |
| 23    | النمسا    | مدافع  | فيليب موين                      |
| 24    | ألمانيا   | وسط    | ميرفيل بابيلا                   |
| 27    | ألمانيا   | حارس   | روبين زينتير                    |
| 28    | المجر     | مهاجم  | آدم سالاي                       |
| 29    | ألمانيا   | مهاجم  | جوناثان بوركارد                 |
| 30    | ألمانيا   | مهاجم  | سيريل أكونو                     |
| 33    | إسرائيل   | حارس   | عمر حنين                        |
| 34    | ألمانيا   | وسط    | بوتي باكو                       |
| 35    | لوكسمبورغ | وسط    | ليوناردو باريرو مارتينس         |
| 37    | ألمانيا   | حارس   | فين داهمين                      |
| 38    | ألمانيا   | وسط    | اركان إيبيل                     |
| 42    | ألمانيا   | مدافع  | أليكسندر هاك                    |

## روابط إضافية
- Official team site
- Online Archive of Mainz 05
- Abseits Guide to German Soccer
- Mainz 05 statistics
- Mainz Online Fanzine (in German)